# Caucasotachea leucoranea
Caucasotachea leucoranea (лат.) — вид наземных стебельчатоглазых брюхоногих моллюсков рода Caucasotachea семейства гелицид (Helicidae). Раковина от низкокубаревидной до кубаревидной, высотой 18—25 мм, шириной 27—34 мм, от желтовато-коричневой до почти жёлтой, с 5 или менее чёрными или светло-коричневыми полосами, реже без полос. Распространён в Ленконранской низменности и Талышских горах в Азербайджане, а также на хребте Эльбурс в Иране. Обитает в лесах и на сухих склонах. Живёт в подстилке. Нередко поднимается на деревья, изредка даже в кроны. Является вредителем цитрусовых садов, поедая листья, плоды и ростки деревьев.

## Описание
Раковина от низкокубаревидной до кубаревидной, твердостенная, состоит из 5 слабо выпуклых плавно нарастающих оборотов. Высота раковины 18—25 мм, ширина 27—34 мм. Последний оборот не более чем в 1,5 раза шире предпоследнего, к устью плавно, но сильно опущен. Завиток притуплённый, конический, его высота больше или равна высоте устья. Окраска от желтовато-коричневой до почти жёлтой с 5 или менее чёрными или светло-коричневыми полосами, реже без полос. Полосы более или менее разбиты на ряды пятен многочисленными светлыми штрихами и пятнами. Эмбриональные обороты гладкие, блестящие, одноцветные. Дефинитивные обороты сильно радиально исчерчены и покрыты многочисленными вмятинами. Скульптура в виде вмятин покрывает весь последний оборот. Устье округлое, сильно скошено, внутри синеватое с просвечивающимися полосами. Края устья и париетальная стенка чёрные или тёмно-коричневые. На колумеллярном крае иногда имеется продольное утолщение, окрашенное светлее остальной поверхности края.
Улитка черногубая (Caucasotachea atrolabiata), распространённая на Кавказе, в Закавказье и в восточной части Понтийских гор в Турции, имеет раковину, схожую с таковой у C. leucoranea. У C. atrolabiata скульптура раковины в виде вмятин на последнем обороте покрывает лишь отдельные места (C. a. atrolabiata) или же отсутствует вовсе (C. a. calligera).

### Половая система
Спермовидукт переходит в яйцевод без изгибов. Слизистые железы очень длинные, каждая из них делится на 3 ствола: центральный распадается чаще всего на две ветви, боковые ветвятся интенсивнее; всего ветвей 9—14. Пенис почти цилиндрический, слабо вздут, пениальный бугорок длинный. Дистальная папилла развита лучше проксимальной. Полостей внутри папилл нет. Просвет дистальной папиллы имеет на разрезе вид трёхлучевой звезды. Наружный чехол пениса отслаивается в месте, отвечающем папиллам. Между папиллами расположен мощный продольный валик. Флагеллум примерно в 1,5 раза длиннее суммарной длины пениса и эпифаллуса. Проток семяприёмника разветвляется примерно на середине длины. Дивертикул многократно извит и заметно длиннее протока семяприёмника выше места раздвоения.
Любовная стрела коническая, слегка изогнутая, плавно сужается от основания к концу. Края лопастей расширены.

## Распространение
Распространён в Ленкоранской низменности и Талышских горах в Азербайджане, а также хребте Эльбурс в Иране от Гиляна и Мазендерана до Голестана. Единственная находка вида на Апшеронском полуострове в Баку к северу от устья реки Куры нуждается в подтверждении. Высота, на которой были сделаны находки вида, не превышает 700 м.

## Образ жизни
Обитает в лесах и на сухих склонах. Живёт в подстилке. Нередко поднимается на деревья, изредка даже в кроны. Питается ночью. Днём забирается на более холодные части деревьев, закрывая устье высохшей слизью. Взрослые особи зимуют в почве или в щелях деревьев и дают одно поколение каждые два года.

## Хозяйственное значение

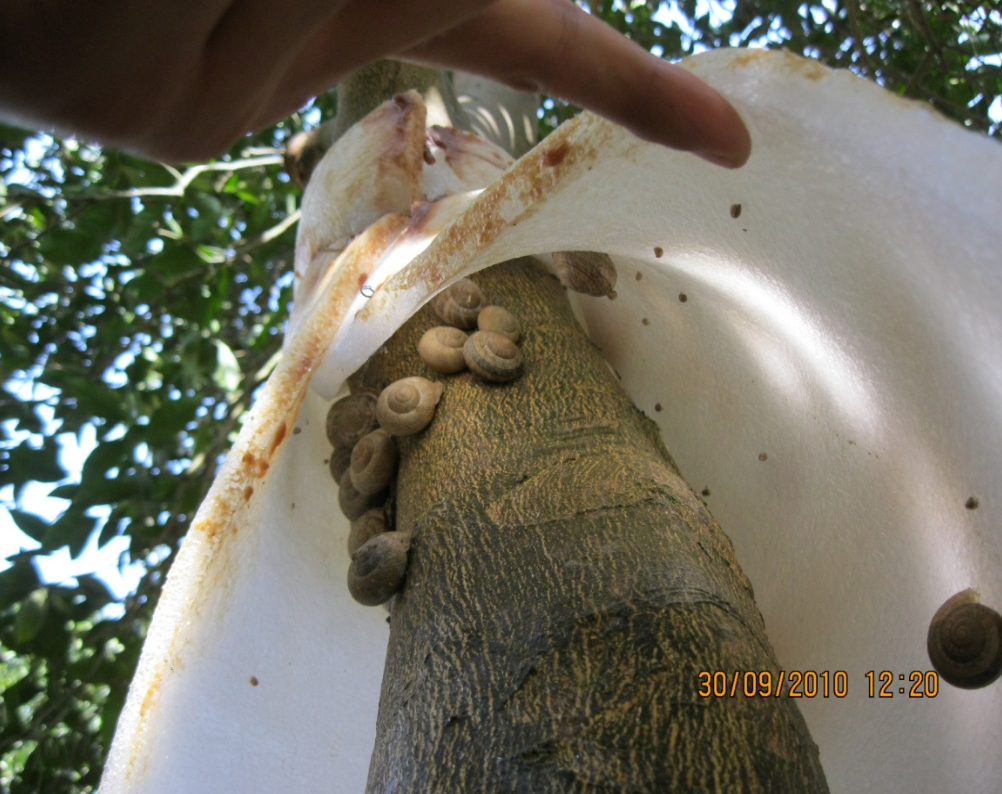
Обмотанный вокруг дерева пластиковый лист, использующийся для отпугивания улиток Caucasotachea leucoranea

Данный вид является вредителем цитрусовых садов. Улитки поедают листья, плоды и ростки деревьев. Для борьбы используют моллюскоциды, в частности метальдегид. В качестве альтернативы предлагалось использование медной ленты, отпугивающей моллюсков. Особенно эффективным и наименее затратным методом оказалось обматывание стволов деревьев пластиковым листом и нанесением минерального масла на его верхнюю часть. При контакте с минеральным маслом улитки быстро втягивают щупальца и уползают.
В одном исследовании порошок из улиток Caucasotachea leucoranea использовался в качестве источника кальция для цыплят-бройлеров ради сокращения рисков аномального развития большой берцовой кости. В результате было обнаружено, что добавление данного порошка в рацион может улучшить рост и развитие цыплят.

## Филогения
Опубликованные в 2016 году филогенетические исследования показали, что C. leucoranea является сестринским видом по отношению к C. atrolabiata, а их обособление произошло 9,5 млн лет назад в середине-конце миоцена. Эти же виды образуют сестринскую группу по отношению к Caucasotachea vindobonensis.

## Таксономия
Впервые вид был описан швейцарским малакологом Альбертом Муссоном в 1863 году в качестве вариетета Helix atrolabiata var. leucoranea (в этой же работе также упомянут под названием Helix atrolabiata var. leucorana) по одному экземпляру, найденному в городе Ленкорань (типовое местонахождение вида). До этого, в 1836 году, И. А. Криницкий указывал данный вид для Ленкорани как H. atrolabiata. Синтипы хранятся в Зоологическом музее Цюриха в Швейцарии.
Вильгельм Кобельт выделил вариетет Helix atrolabiata var. leucoranea в самостоятельный вид, относя его к подроду Tachea. В 1919 году Пауль Гессе включил вид в состав рода Caucasotachea.
В литературе также встречаются следующие написания видового эпитета: lenkoranea, lenkorana и lencoranea.

### Синонимы
В 1874 году Э. фон Мартенс ввёл название Helix hyrcana, которое указывалось в качестве синонима данного вида и являлось nomen nudum. Кобельт описал данный таксон в качестве вариетета, делая название данного таксона пригодным, но по статье 11.6.1 Международного кодекса зоологической номенклатуры его автором является Мартенс. В связи с этим обозначение лектотипа Helix hyrcana Адольфом Цильхом является невалидным, так как он считал, что автором таксона является Кобельт.
Оскар Бёттгер в 1881 году дал одноцветной форме данного вида название unicolor. Её лектотип хранится в Зенкенбергском музее в Германии и был обозначен Цильхом. Название является непригодным так как было введено как инфраподвидовое.
В 1898 году Кобельт описал вариетет Helix lenkoranea var. caspia (позже упоминался автором как var. caspica), который он различал от «типичной» формы по конической форме раковины, менее широкому последнему обороту и более короткому устью. В 1903 году этот же автор описал вариетет malleata по раковине с 5 полосами, многочисленными вмятинами и у которой весь последний оборот покрыт светло-серо-жёлтыми морщинами с тёмными промежутками. В дальнейшем автор называл malleata формой. Голотипы вышеупомянутых таксонов Кобельта хранятся в Зенкенбергском музее.